# Окско-Донская равнина
О́кско-Донска́я равни́на (также Окско-Донская низменность) — низменная равнина в Европейской части России, занимающая территорию Рязанской, Тамбовской, Липецкой областей и, частично, Республики Мордовия. Расположена в пределах Восточно-Европейской равнины между Среднерусской и Приволжской возвышенностями, от реки Ока на севере до Калачской возвышенности на юге. На юге равнина постепенно сужается и выклинивается к устью Хопра и Медведицы.
Северная часть Окско-Донской равнины, ограниченная на севере Окой, получила название Мещёрской низменности. Центральная и южная часть равнины именуется Тамбовской равниной. Южное окончание Окско-Донской равнины (преимущественно в границах Волгоградской области) известно как Хопёрско-Бузулукская равнина
Абсолютные высоты от 120 до 180 метров над уровнем моря (на юге до 55 м)

## Рельеф и геологическое строение

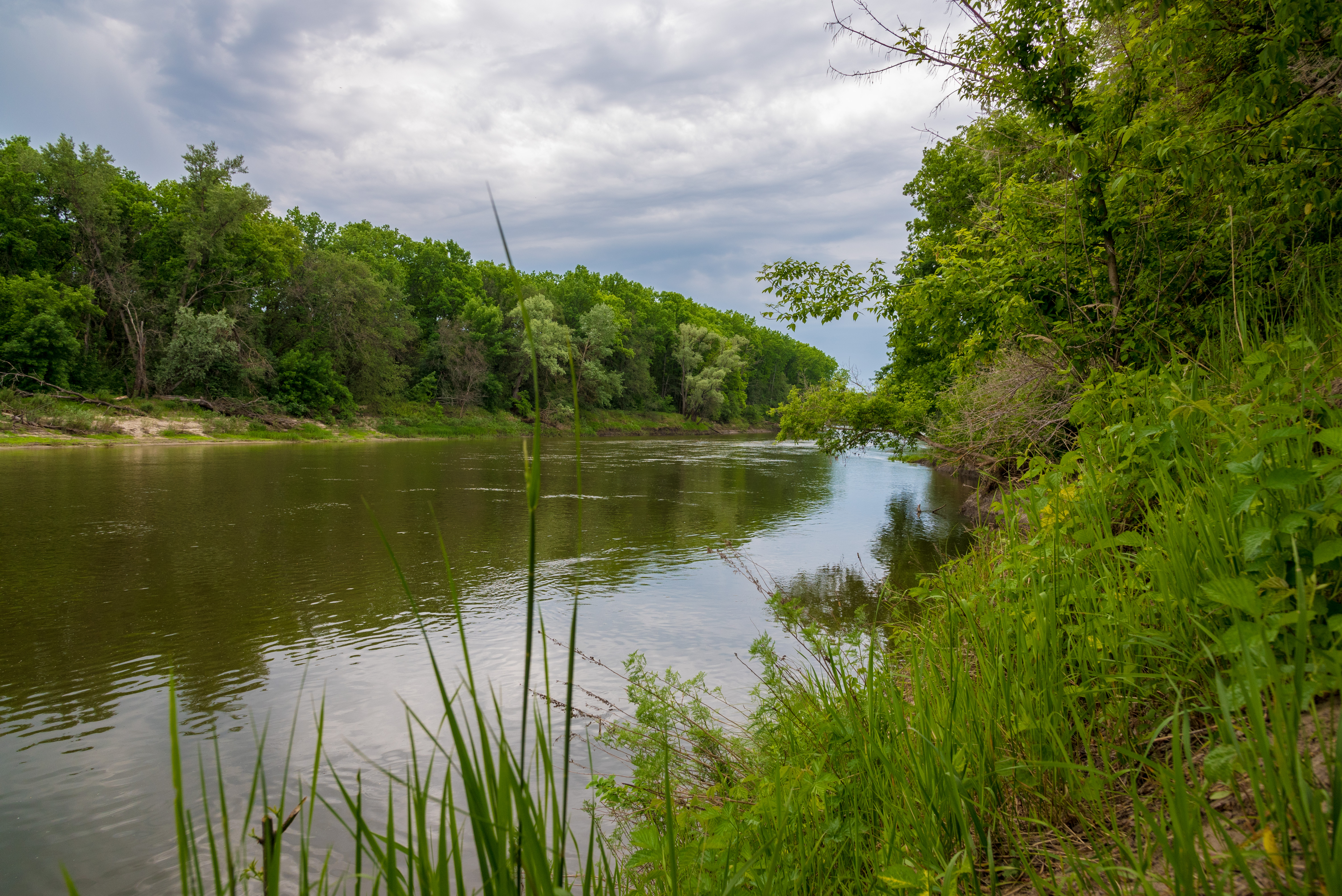
река Хопёр

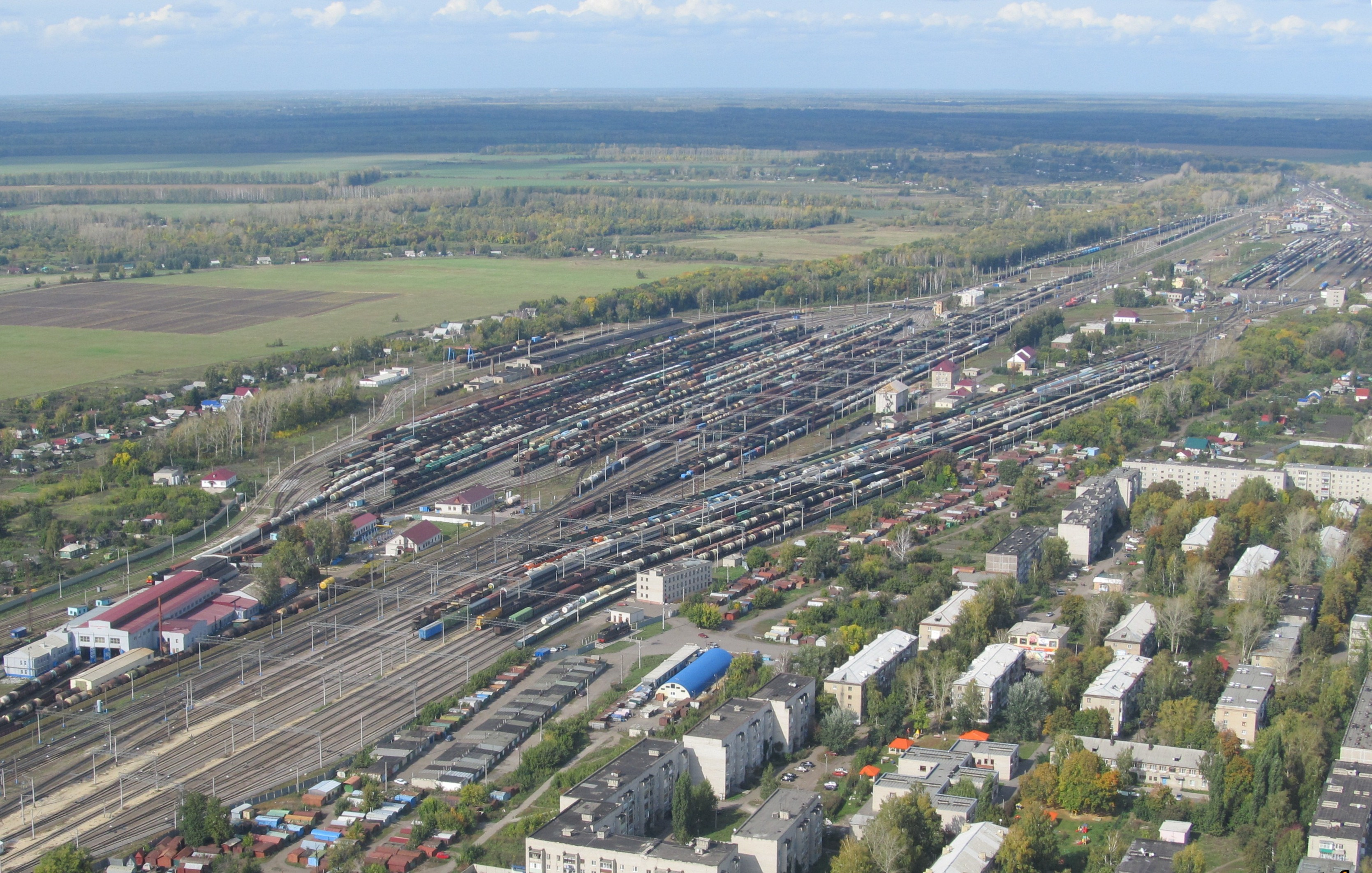
Железнодорожная станция Кочетовка

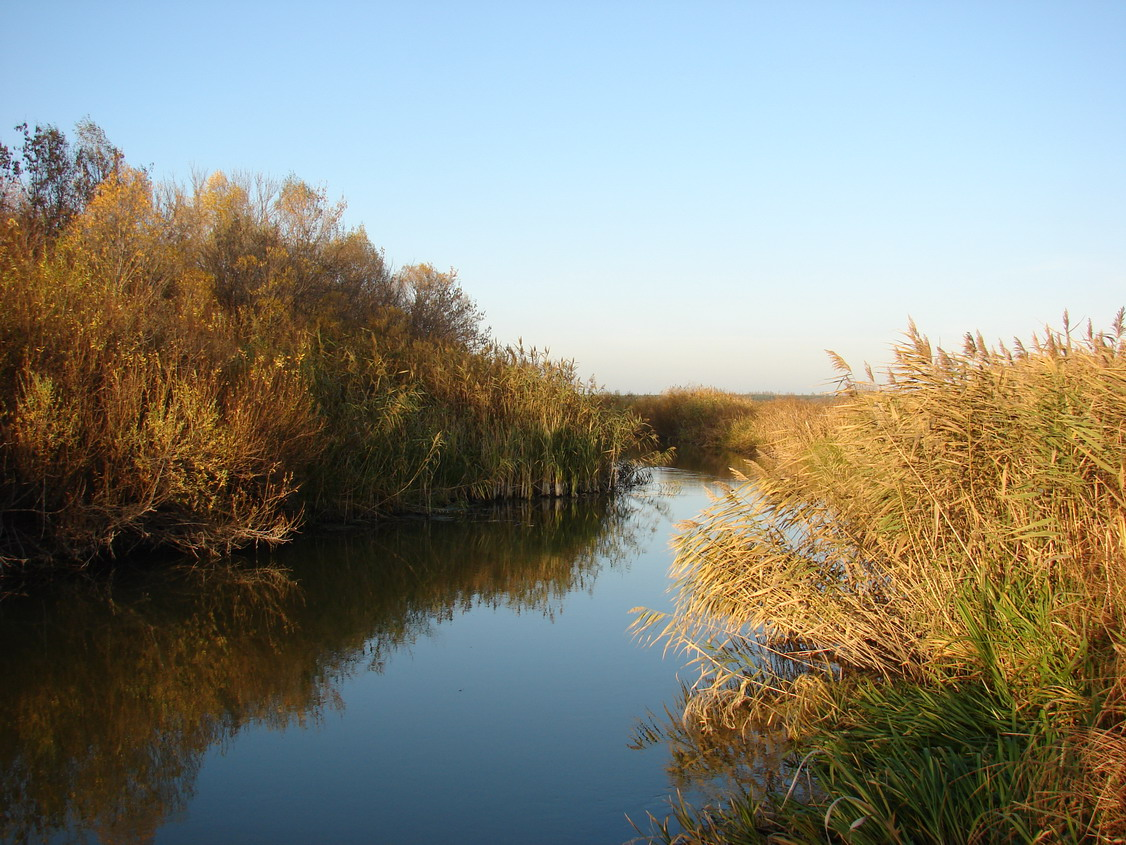
Река Битюг осенью

Окско-Донская равнина лежит в пределах северо-восточного склона Воронежской антеклизы, юго-западного склона Волго-Уральского свода и заключенной между ними Рязано-Саратовской синеклизы. Последняя тянется в юго-восточном направлении, соединяя Московскую и Прикаспийскую синеклизы. Кристаллический фундамент в пределах равнины опущен не менее чем на 1400 м. В северной части поверхность равнины слагают залегающие горизонтально ледниковые отложения, на юге — неогеновые пески.
На северо-западном склоне Волго-Уральского свода протягивается Окско-Цнинский вал. Окско-Цнинский вал выражен в рельефе в виде одноимённого с валом плато. Оно тянется почти меридионально через Ковров, Касимов к Моршанску и поднимается над окружающими пространствами низменности на 20 — 30 м. Кроме того, Окско-Цнинский вал существенно повлиял на направление течения Оки, которая, наткнувшись на него, потекла вдоль его края и только значительно ниже по течению пересекла его вкрест простиранию пластов.
Для рельефа низменности характерны обширные «плоскоместья» с абсолютными высотами в 150—180 м, которые чередуются с широкими террасированными долинами, вытянутыми почти по меридиональному направлению (Дон, Воронеж, Битюг, Хопёр, Медведица, Цна, Пра и др.). В реках Окско-Донской низменности интенсивно развита пойменная терраса, ширина которой колеблется от десятков метров до 20 км. Во всех долинах выделяются низкая и высокая поймы и от одной до трех надпойменных террас. Пространства, разделяющие речные водоразделы расположены на абсолютных высотах от 100 до 170, а реже 180 м. Они представляют практически плоские равнины.
Равнинные междуречные пространства Окско-Донской низменности расчленены чрезвычайно слабо. Наиболее густо расчленена северная часть Тамбовской равнины в верховьях Воронежа, а также в бассейне реки Вороны. Западная часть Тамбовской равнины почти лишена оврагов. Оврагами пересечены, за редким исключением, только крутые и высокие участки склонов долин крупных рек. Наряду с небольшой густотой расчленения невелика и глубина врезания эрозионной сети. Только крупные реки врезаны в водоразделы на глубину от 25 до 50 м. Междуречья и межбалочные пространства около долин и балок имеют уклон более 2°, на остальном же пространстве представляют собой плоскую слабо дренированную равнину. В северных частях Окско-Донской низменности нередки заболоченные бессточные понижения. Наряду с ними широко распространены блюдца. Они приурочены к лёссовидным породам и обязаны своим происхождением суффозионно-просадочным процессам.

## Климат
Климат континентальный с умеренно холодной зимой и теплым летом. Сумма температур воздуха выше 10° составляет 2400—2700°; годовой показатель увлажнения 0,35 — 0,45. Средний из абсолютных минимумов температуры воздуха — 30, — 32°. Климат равнины отличается существенным увеличением континентальности в сравнении с расположенной западнее Среднерусской возвышенностью. Лето более сухое и жаркое, зима более холодная, если на востоке Орловской области продолжительность зимнего периода с более или менее устойчивым снежным покровом составляет 102 дня, то на той же широте в Тамбовской области 124 дня.

## Почвы
Плоский низменный рельеф и повышенная континентальность климата содействуют развитию чернозёмного процесса в почвообразовании, а на широких недренированных междуречьях создают условия для формирования лугово-чернозёмных почв. В противоположность Среднерусской возвышенности серые лесные почвы и оподзоленные чернозёмы здесь не пользуются распространением и не уходят далеко на юг от Оки. Большая часть провинции покрыта типичными мощными (тучными) черноземами, переходящими местами в лугово-чернозёмные почвы на плоских междуречьях. По плоским западинам встречаются луговые солонцы и солоди.